# Ordförande Persson
Ordförande Persson är ett tv-reportage i Sveriges Television i fyra delar av Erik Fichtelius, som skildrar Göran Persson under hans tid som Sveriges statsminister. Redigering inleddes 2004 av Fichtelius och Kjell Tunegård. Fotograf var Paolo Rodriguez, men Fichtelius filmade även några intervjuer själv. Martin Andersson hade gjort specialskriven musik.

## Inspelningen
Arbetet med reportaget påbörjades 1996 i samband med att Göran Persson tillträdde som statsminister tillika partiordförande för Socialdemokraterna. Sammanlagt har 57 intervjuer med sammanlagt cirka 100 timmar inspelat material gjorts.
Att intervjuerna skedde hade hållits hemligt och banden med intervjuerna hölls också hemliga. De enda chefer som känt till projektet var Stig Fredrikson, chef för Aktuellt, Ingvar Bengtsson, chef för SVT Nyheter och Fakta och hans efterträdare Eva Hamilton, enligt Fichtelius själv.
I december 2002 avslöjade tidningen Resumé projektet. Parallellt med sina intervjuer med Göran Persson hade Erik Fichtelius både varit politisk kommentator i Aktuellt och utfrågare i SVT:s valprogram 1998 och 2002. Detta orsakade en omfattande debatt och ledde till att Fichtelius lämnade sitt jobb som politisk kommentator för Aktuellt. Man valde ändå att slutföra dokumentärprojektet och fortsätta intervjuerna. Göran Persson KU-anmäldes av bland annat Lars Leijonborg. Granskningsnämnden för radio och TV fick också in många anmälningar.
I februari 2006 avslöjade Resumé att Fichtelius varit på en privat middag hos Persson och hans hustru Anitra Steen på Harpsund. Detta ledde till att han tillfälligt lämnade arbetet på 24 Direkt som han varit projektledare för sedan 2003.

## Dokumentären
Intervjuerna klipptes ihop till fyra entimmesdelar som sändes i mars 2007 med start bara några dagar efter att Mona Sahlin valts till ny ledare för Socialdemokraterna. Serien sändes i repris under somrarna 2009 och 2013.
| Nr | Titel                                    | Sändningsdatum |
| --- | ---------------------------------------- | -------------- |
| 1 | "Aldrig ensam - alltid ensam"            | 19 mars 2007   |
| Avsnittet handlar om tiden från tillträdandet som statsminister fram till Erik Åsbrinks avgång 1999. |                                          |                |
| 2 | "Post Presidency Depression"             | 20 mars 2007   |
| Avsnittet handlar om tiden som ordförande i Europeiska unionen våren 2001. Det handlar också om rykten om älskarinnor, besök i Israel och mötet med Nordkoreas ledare Kim Jong Il. Persson hävdar att Gudrun Schyman fått ett häftigt utbrott vid en partiledarlunch. Han säger att Carl Bildt erbjudits ett arbete som chef för Luftfartsverket, men detta förnekas av Bildt efter att avsnittet sänts. |                                          |                |
| 3 | "Nog föder Gud höken"                    | 22 mars 2007   |
| Avsnittet handlar om Anna Lindh-mordet, meningsskiljaktigheter med Leif Pagrotsky angående EMU-frågan, valet 2002 och äktenskapet med Annika Barthine. |                                          |                |
| 4 | "Jag längtar stenarna där barn jag lekt" | 26 mars 2007   |
| Avsnittet handlar om den sista tiden som statsminister, om äktenskapet med Anitra Steen, om drömgården Torp i Sörmland och om valet 2006 som innebar en förlust för Socialdemokraterna vilket ledde till att Göran Persson tvingades lämna ifrån sig makten efter tio år - både som Sveriges statsminister och partiordförande för Socialdemokraterna.                                                   |                                          |                |

Dessutom lades några timmar intervjuer ut på Internet. Serien ges även ut på DVD och boken Aldrig ensam, alltid ensam med utskrifter av samtalen gavs ut i april 2007.